# Dicranota nippoalpina
Dicranota (Dicranota) nippoalpina là một loài ruồi trong họ Pediciidae. Chúng phân bố ở vùng sinh thái Palearctic.